# Gaetano Sabatini
Gaetano Sabatini, detto il Mutolo (Bologna, 1703 – Bologna, 1734), è stato un disegnatore e pittore italiano.

## Biografia
Della sua vita si sa poco: studiò a Bologna, dove perfezionò il suo stile dapprima nel disegno e quindi nella pittura. Era sordomuto, e per questo soprannominato il Mutolo. Il Getty Museum conserva un suo autoritratto.